# سيمون قاي
سيمون قاي (17 نوفمبر 1978 في المملكة المتحدة - ) (بالإنجليزية: Simon Guy)‏ هو لاعب كريكت بريطاني. لعب مع نادي مقاطعة يوركشاير للكريكت ‏.

## وصلات خارجية
- سيمون قاي على موقع إي آس بي آن كريك إنفو (الإنجليزية)